# Friedrich Sieveking

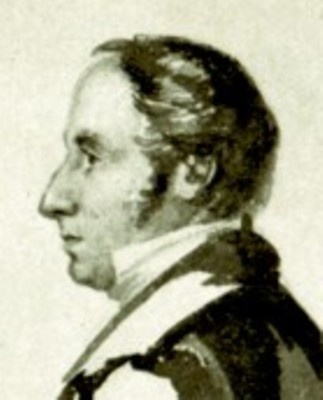
Friedrich Sieveking

Friedrich Sieveking (28 april 1798 - 25 december 1872) was een Duits politicus die eerste burgemeester (Erste Bürgermeister) van de Vrije en Hanzestad Hamburg is geweest.

## Levensloop
Hij stamde uit een belangrijke en oude koopmansfamilie uit Hamburg. Hij was de zoon van Georg Heinrich Sieveking (1751-1799), een van de voornaamste aanhangers van de Verlichting en Johanna Margaretha Reimarus (1760-1832), een artsendochter.
Sieveking studeerde rechten en was lid van de Raad van Hamburg (Hamburger Rat). In 1864 en in 1867 was hij tweede burgemeester. Sieveking was meerdere malen eerste burgemeester (Erste Bürgermeister) van de stadstaat Hamburg, om te beginnen in 1861, toen hij na de grondwetsaanvaarding van 1860 eerste burgemeester nieuwe stijl werd.
Eerste Burgemeester en Voorzitter van de Senaat:
- 2 januari 1862 - 31 december 1862
- 1 januari 1865 - 31 december 1865
- 1 januari 1868 - 31 december 1868

## Privé
Friedrich Sieveking was tweemaal getrouwd geweest:
1. Louise von Hennings
2. Fanny Hanbury

Hij was de vader van zeven kinderen. Zijn zoon Ernst Friedrich Sieveking was lid van de Senaat van Hamburg (Hamburger Senat).
Friedrich Sieveking overleed op 74-jarige leeftijd.